# Conjunto termal de Herrera
La zona arqueológica del conjunto termal de Herrera (Provincia de Sevilla, España) se localiza a las afueras del casco urbano en una llanura de la cuenca del río Genil y se explica fundamentalmente por las características del medio en el que se encuentra, que permite el control de las principales vías de comunicación de la comarca, así como por ubicarse en una zona de gran riqueza agrícola y en las proximidades de cursos de agua. Este hecho permitió la creación de un hábitat disperso durante la época romana en esta área, al cual pertenece este conjunto termal de carácter público, considerado uno de los pocos existentes en la provincia de Sevilla de dichas características.
Las primeras intervenciones arqueológicas llevaron a pensar que los restos aparecidos se podían adscribir a una villa romana, pero posteriormente se llega a la conclusión de que se trata de un gran conjunto termal público, interpretado así por su tamaño y distribución, así como por sus características constructivas y ornamentales. Los paralelos más cercanos a este edificio se localizan en Itálica, Munigua y Corduba.
Basándose en los capiteles corintizantes y la utilización del motivo decorativo «nudo  de  Salomón», el  Conjunto  Termal  de  Herrera puede fecharse a finales del siglo II o inicios del s. III d. C.

## Descripción
Estas termas se caracterizan por el uso de elementos de lujo como los mármoles. En este sentido, las excavaciones arqueológicas han permitido registrar la presencia de estos materiales, especialmente en las estancias dedicadas al baño, hallándose tanto en suelos y escaleras, como en las paredes de las piscinas. En concreto, se han podido localizar en situaciones grandes losas de color blanco, sujetas mediante grapas de bronce y clavos de sección cuadrada, aunque en los derrumbes aparece una gran variedad que cubriría las partes altas y los techos de las estancias, en una gama de colores que van desde el gris al rojo, pasando por el verde, entre otros. Por otro lado, también se mantiene la misma riqueza en el exterior del edificio, empleando igualmente para su decoración el mármol, aunque en este caso predominan los colores rojo y rosa. Los futuros estudios permitirán obtener más información sobre estos materiales, como por ejemplo su procedencia, tratándose probablemente muchos de ellos de importación. Junto a los mármoles destacan numerosos fragmentos de pinturas parietales localizados prácticamente en todo el sector excavado, que se caracterizan por su calidad, gran variedad cromática, así como por los motivos representados, donde se identifican flores y frutas, aunque otros fragmentos podrían pertenecer a motivos figurativos.
Otra muestra de la riqueza de este conjunto es la presencia de una serie de pavimentos musivarios construidos mediante opus tessellatum. Por su tipología, características técnicas, esquemas compositivos, materiales y policromía se pueden datar dichos mosaicos en el siglo III. La mayoría de ellos son de motivos geométricos y vegetales, aunque también están presentes los figurativos; los mosaicos más representativos son los siguientes:
- Mosaico 1: Este pavimento se estructura en paneles, destacando el motivo central con un nudo de Salomón rematado en peltas, a partir del cual se desarrolla un motivo óptico a base de escamas que se remata en las esquinas mediante cráteras con motivos vegetales, y esvásticas. Todo este conjunto se completa con una cenefa de pequeños arcos y los dos paños laterales con rombos y hexágonos. Para su construcción se ha utilizado la piedra caliza y el cuarzo, variando su cromatismo entre el ocre, rosa, blanco y negro.
- Mosaico 5: Para su composición se usa el cuarzo negro y la caliza. Se repite una secuencia de cuadrados con una flor que se rodea por cuadriláteros y rectángulos que conforman a su vez un cuadrado mayor.
- Mosaico 10: El tema central es figurativo, de pugilato, en concreto dos luchadores con un tercer personaje que blande la rudis. La cenefa exterior es de esvásticas, seguida de otra de paralelepípedos en perspectiva, a continuación se desarrolla una sucesión de rombos, unos con nudos de Salomón y otros con una flor inscrita, entre otros elementos. Para su construcción se utilizan materiales como la caliza, jaspe y cuarzo, con una gran variedad de colores como celeste, rosa, rojo, naranja, ocre, marfil, blanco, negro y varios tonos de verde.
- Mosaico de Navigium Veneris: Durante la ejecución del proyecto del Centro de Interpretación del Conjunto Termal Romano de Herrera, se descubrió un nuevo mosaico donde Venus, gobierna con el timón una embarcación, auxiliada por tres amorcillos, que tensan las cabos para levar la vela. Esta escena de "Navegación de Venus" tiene características, en algún modo similares, al famoso mosaico romano de Navigium Veneris de Volubilis, en Marruecos.[1]

La intervención arqueológica también permitió que se hallaran restos de columnas pertenecientes al edificio, en concreto varias basas y capiteles, estos últimos decorados con flores de acanto. Por otro lado hay que destacar, formando parte del ornamento de una de las piscinas, un friso realizado en piedra caliza con tres delfines grabados.
Las estructuras documentadas denotan distintas fábricas que responden a varias fases de construcción y diversas modificaciones, registrando alguna ampliación. En un primer momento la técnica es muy cuidada y sólida, en lo que se refiere a la construcción de los muros, fabricados mediante un opus latericium, aunque con pequeñas variantes en el uso de mampuestos. Por otro lado, en una segunda fase la obra es menos cuidada y más frágil, con muros más estrechos y reutilización de materiales, mientras que en la tercera fase la característica principal es el cambio en la orientación de los muros, en este caso realizados con cascotes y mampostería desigual.